# Ingeborg Essén
Ingeborg Ida Lovisa Essén (n. 13 martie 1890, Strängnäs - d. 20 decembrie 1981, parohia Oscar din Stockholm) a fost o publicistă și traducătoare suedeză.
Ingeborg Essén a fost fiica lectorului Thor Nordström și a Idei Halvorsen. A învățat la școala secundară de fete din Strängnäs în perioada 1897-1904, a obținut examenul de maturitate la școala Åhlinska din Stockholm în 1908, apoi a studiat filologia la Universitatea din Uppsala în anii 1909-1913. A fost angajată la Biblioteca Pedagogică din Stockholm în 1914 și la liceul regal în perioada 1914-1916. Devine apoi redactor la editura Albert Bonniers (1916-1918) și colaborează la revista Bonniers (1924-1929). Ea a fost căsătorită în anii 1918-1946 cu Rütger Essén (1890-1972).
A tradus între 1926 și 1965 aproximativ 70 de cărți din limbile engleză, franceză, italiană, daneză și norvegiană. În afară de traduceri, ea a redactat, de asemenea, împreună cu Jane Gernandt-Claine, autobiografia En självbiografi, grundad på dagböcker och brev a Annei Charlotte Leffler (Bonnier, 1922).

## Traduceri (selecție)
- Panait Istrati: Kyra Kyralina (Bonnier, 1926)
- Cora Sandel: Alberte och Jakob (Bonnier, 1927)
- Dorothea Moore: En flicka med ruter i (Bonnier, 1928)
- Caroline Dale Snedeker: Den vinkande vägen (Bonnier, 1930)
- Karin Michaëlis: Hjärtats vagabond (Bonnier, 1930)
- Svend Leopold: Diktaren och näktergalen: H.C. Andersen și Jenny Lind: en kärlekshistoria (Bonnier, 1930)
- Arnold Bennett: Train de luxe (Bonnier, 1930)
- Johannes Buchholtz: Susanne (Bonnier, 1931)
- Knud Sønderby: Mitt i en jazztid (Bonnier, 1932)
- Lesley Storm: I ormens skugga (Bonnier, 1932)
- Edith Nesbit: Skattsökarna (Bonnier, 1933)
- Maurice Hindus: Rött bröd (împreună cu Rütger Essén) (Bonnier, 1933)
- Margaret Irwin: Prinsessan Minette (Bonnier, 1934)
- Regina Maria a României: Mitt livs historia (Bonnier, 1935-1936)
- Igor Schwezoff: Vinthund (Bonnier, 1936)
- Victor Heiser: En amerikansk läkares odyssé : upplevelser i 45 länder (Bonnier, 1937)
- Vita Sackville-West: Pepita (Bonnier, 1938)
- Jolán Földes: Är detta livet (Bonnier, 1938)
- Georges Duhamel: Salavins historia (împreună cu Sven Stolpe (Bonnier, 1939)
- Marjorie Kinnan Rawlings: Hjortkalven : en berättelse från Florida (Bonnier, 1940)
- Howard Spring: Den förtrollade resan (Bonnier, 1942)
- Bjørn Bjørnson: Ungdom, ungdom (Bonnier, 1943)
- Johannes V. Jensen: Den långa resan (tradus de Ingeborg Essén și Britte-Marie Wendbladh, poezii traduse de Anders Österling) (Bonnier, 1944)
- Edith M. Almedingen: Det kommer en morgondag (Bonnier, 1944)
- Liviu Rebreanu: De hängdas skog (Bonnier, 1944)
- Margaret Landon: Anna och kungen av Siam (Bonnier, 1945)
- Ulla Meyer: Ut i det blå (Bonnier, 1947)
- Francis Bull: Traditioner och minnen (Forum, 1949)
- Morris L. West: Djävulens advokat (Bonnier, 1961)
- C. Northcote Parkinson: Öst och väst (Bonnier, 1965)
- R. F. Delderfield: Diana (Bonnier, 1965)